# Monotrema xyridoides
Monotrema xyridoides là một loài thực vật có hoa trong họ Rapateaceae. Loài này được Gleason mô tả khoa học đầu tiên năm 1931.